# Voleibol nos Jogos Olímpicos de Verão da Juventude de 2010 - Masculino
O torneio masculino de voleibol nos Jogos Olímpicos de Verão da Juventude de 2010  ocorreu entre 21 e 26 de agosto no Toa Payoh Sports Hall. Seis equipes participaram do evento classificadas através dos seus respectivos campeonatos continentais juvenis.

## Medalhistas
|  | CUB Cuba |  | ARG Argentina |  | RUS Rússia |
|  | Wilfredo León Alejandro González Carlos Alberto Araujo Juan Andrés León Alexis Lamadrid Yonder García Yulian Durán Dariel Albo Nelson Loyola Yassel Perdomo |  | Mauro Llanos Luciano Verasio Leonardo Plaza Federico Martina Gonzalo Lapera Ramiro Núñez Esteban Martínez Gonzalo Quiroga Tomás Ruiz Ezequiel Palacios Nicolás Méndez Damián Villalba |  | Vladimir Manerov Bogdan Glivenko Ivan Komarov Dmitriy Solodilin Valentin Golubev Aleksander Shchurin Filipp Mokievsiy Alexey Tertyshnikov Konstantin Osipov Ilya Nikitin Vadim Zolotukhin Maxim Kulikov |

## Formato
As seis equipes foram divididas em dois grupos de três equipes, onde cada uma realizou dois jogos dentro do seu respectivo grupo. As duas primeiras colocadas de cada grupo classificaram-se as semifinais e as últimas para a disputa do quinto lugar. Nas semifinais, os vencedores disputaram a final e os perdedores a medalha de bronze.

## Resultados

### Preliminares
|  | Equipes classificadas às semifinais |

#### Grupo A
|     |                                    |     | Jogos | Jogos | Jogos | Pontos | Pontos | Pontos | Sets | Sets | Sets  |
| Pos | Equipe                             | Pts | T     | V     | D     | V      | P      | R      | V    | P    | R     |
| --- | ---------------------------------- | --- | ----- | ----- | ----- | ------ | ------ | ------ | ---- | ---- | ----- |
| 1   | RUS Rússia                         | 4   | 2     | 2     | 0     | 150    | 99     | 1.515  | 6    | 0    | MAX   |
| 2   | SRB Sérvia                         | 3   | 2     | 1     | 1     | 146    | 154    | 0.948  | 3    | 4    | 0.750 |
| 3   | COD República Democrática do Congo | 2   | 2     | 0     | 2     | 129    | 172    | 0.750  | 1    | 6    | 0.167 |

Todas as partidas seguem o horário da Singapura (UTC+8)
| 21 de agosto 10:00 Relatório | Sérvia SRB | 3 – 1                         | COD República Democrática do Congo | Toa Payoh Sports Hall, Singapura Público: 1.500 Árbitro(s): BRA Júlio Alves Barboza SIN Wei Leong Lee |
| 21 de agosto 10:00 Relatório | 25 22 25 - | Set 1 Set 2 Set 3 Set 4 Set 5 | 15 18 25 21 -                      | Toa Payoh Sports Hall, Singapura Público: 1.500 Árbitro(s): BRA Júlio Alves Barboza SIN Wei Leong Lee |

| 22 de agosto 12:30 Relatório | Sérvia SRB | 0 – 3                         | RUS Rússia | Toa Payoh Sports Hall, Singapura Público: 1.950 Árbitro(s): ITA Vittorio Sampaolo GBR Brian McDougall |
| 22 de agosto 12:30 Relatório | 17 20 12 - | Set 1 Set 2 Set 3 Set 4 Set 5 | 25 -       | Toa Payoh Sports Hall, Singapura Público: 1.950 Árbitro(s): ITA Vittorio Sampaolo GBR Brian McDougall |

| 23 de agosto 10:00 Relatório | República Democrática do Congo COD | 0 – 3                         | RUS Rússia | Toa Payoh Sports Hall, Singapura Público: 1.100 Árbitro(s): SIN Wei Leong Lee TUN Fathi Bouhouchi |
| 23 de agosto 10:00 Relatório | 22 15 13 -                         | Set 1 Set 2 Set 3 Set 4 Set 5 | 25 -       | Toa Payoh Sports Hall, Singapura Público: 1.100 Árbitro(s): SIN Wei Leong Lee TUN Fathi Bouhouchi |

#### Grupo B
|     |               |     | Jogos | Jogos | Jogos | Pontos | Pontos | Pontos | Sets | Sets | Sets  |
| Pos | Equipe        | Pts | T     | V     | D     | V      | P      | R      | V    | P    | R     |
| --- | ------------- | --- | ----- | ----- | ----- | ------ | ------ | ------ | ---- | ---- | ----- |
| 1   | CUB Cuba      | 4   | 2     | 2     | 0     | 171    | 156    | 1.096  | 6    | 1    | 6,000 |
| 2   | ARG Argentina | 3   | 2     | 1     | 1     | 147    | 123    | 1.195  | 3    | 3    | 1,000 |
| 3   | IRI Irã       | 2   | 2     | 0     | 2     | 136    | 175    | 0.777  | 1    | 6    | 0.167 |

| 21 de agosto 18:00 Relatório | Argentina ARG | 3 – 0                         | IRI Irã   | Toa Payoh Sports Hall, Singapura Público: 1.300 Árbitro(s): BEL Michel Mestdagh FRA Yanick Chaladay |
| 21 de agosto 18:00 Relatório | 25 29 -       | Set 1 Set 2 Set 3 Set 4 Set 5 | 12 9 27 - | Toa Payoh Sports Hall, Singapura Público: 1.300 Árbitro(s): BEL Michel Mestdagh FRA Yanick Chaladay |

| 22 de agosto 15:30 Relatório | Argentina ARG | 0 – 3                         | CUB Cuba | Toa Payoh Sports Hall, Singapura Público: 1.900 Árbitro(s): TUN Fathi Bouhouch KSA Ibrahim Al-Traifi |
| 22 de agosto 15:30 Relatório | 22 23 -       | Set 1 Set 2 Set 3 Set 4 Set 5 | 25 -     | Toa Payoh Sports Hall, Singapura Público: 1.900 Árbitro(s): TUN Fathi Bouhouch KSA Ibrahim Al-Traifi |

| 23 de agosto 18:00 Relatório | Irã IRI       | 1 – 3                         | CUB Cuba | Toa Payoh Sports Hall, Singapura Público: 1.000 Árbitro(s): FRA Yanick Chaladay BRA Júlio Alves Barboza |
| 23 de agosto 18:00 Relatório | 25 22 19 22 - | Set 1 Set 2 Set 3 Set 4 Set 5 | 21 25 -  | Toa Payoh Sports Hall, Singapura Público: 1.000 Árbitro(s): FRA Yanick Chaladay BRA Júlio Alves Barboza |

### Fase final
|  | Semifinais           | Semifinais           |   |                      | Final                | Final |  |
|  |                      |                      |   |                      |                      |       |  |
|  | 24 de agosto – 12:30 |                      |   |                      |                      |       |  |
|  | RUS Rússia           | 0                    |   |                      |                      |       |  |
|  | ARG Argentina        | 3                    |   |                      |                      |       |  |
|  |                      |                      |   |                      |                      |       |  |
|  |                      |                      |   |                      | 26 de agosto – 11:30 |       |  |
|  |                      |                      |   |                      | ARG Argentina        | 1     |  |
|  |                      | CUB Cuba             | 3 |                      |                      |       |  |
|  |                      |                      |   |                      |                      |       |  |
|  |                      |                      |   |                      |                      |       |  |
|  |                      |                      |   |                      | 3º lugar             |       |  |
|  | 24 de agosto – 15:30 | 24 de agosto – 15:30 |   | 25 de agosto – 18:10 | 25 de agosto – 18:10 |       |  |
|  | CUB Cuba             | 3                    |   | RUS Rússia           | 3                    |       |  |
|  | SRB Sérvia           | 0                    |   |                      | SRB Sérvia           | 0     |  |

#### Semifinal
| 24 de agosto 12:30 Relatório | Rússia RUS | 0 – 3                         | ARG Argentina | Toa Payoh Sports Hall, Singapura Público: 1.500 Árbitro(s): BEL Michel Mestdagh THA Prasertsak Boonsiriroj |
| 24 de agosto 12:30 Relatório | 10 16 19 - | Set 1 Set 2 Set 3 Set 4 Set 5 | 25 -          | Toa Payoh Sports Hall, Singapura Público: 1.500 Árbitro(s): BEL Michel Mestdagh THA Prasertsak Boonsiriroj |

| 24 de agosto 15:30 Relatório | Cuba CUB | 3 – 0                         | SRB Sérvia | Toa Payoh Sports Hall, Singapura Público: 1.950 Árbitro(s): BRA Júlio Alves Barboza KSA Ibrahim Al-Traifi |
| 24 de agosto 15:30 Relatório | 25 -     | Set 1 Set 2 Set 3 Set 4 Set 5 | 22 19 22 - | Toa Payoh Sports Hall, Singapura Público: 1.950 Árbitro(s): BRA Júlio Alves Barboza KSA Ibrahim Al-Traifi |

#### Disputa pelo 5º lugar
| 25 de agosto 10:00 Relatório | República Democrática do Congo COD | 0 – 3                         | IRI Irã | Toa Payoh Sports Hall, Singapura Público: 500 Árbitro(s): BEL Michel Mestdagh SIN Yen Kwong Ho |
| 25 de agosto 10:00 Relatório | 9 15 17 -                          | Set 1 Set 2 Set 3 Set 4 Set 5 | 25 -    | Toa Payoh Sports Hall, Singapura Público: 500 Árbitro(s): BEL Michel Mestdagh SIN Yen Kwong Ho |

#### Disputa pelo bronze
| 25 de agosto 18:10 Relatório | Rússia RUS | 3 – 0                         | SRB Sérvia | Toa Payoh Sports Hall, Singapura Público: 1.100 Árbitro(s): GBR Brian McDougall ITA Vittorio Sampaolo |
| 25 de agosto 18:10 Relatório | 25 -       | Set 1 Set 2 Set 3 Set 4 Set 5 | 17 15 -    | Toa Payoh Sports Hall, Singapura Público: 1.100 Árbitro(s): GBR Brian McDougall ITA Vittorio Sampaolo |

#### Final
| 26 de agosto 11:30 Relatório | Argentina ARG | 1 – 3                         | CUB Cuba   | Toa Payoh Sports Hall, Singapura Público: 2.000 Árbitro(s): BRA Júlio Alves Barboza TUN Fathi Bouhouch |
| 26 de agosto 11:30 Relatório | 23 21 25 20 - | Set 1 Set 2 Set 3 Set 4 Set 5 | 25 17 25 - | Toa Payoh Sports Hall, Singapura Público: 2.000 Árbitro(s): BRA Júlio Alves Barboza TUN Fathi Bouhouch |

## Classificação final
| Pos.              | Equipe                             |
| ----------------- | ---------------------------------- |
| Medalha de ouro   | CUB Cuba                           |
| Medalha de prata  | ARG Argentina                      |
| Medalha de bronze | RUS Rússia                         |
| 4                 | SRB Sérvia                         |
| 5                 | IRI Irã                            |
| 6                 | COD República Democrática do Congo |